# کهنه‌قلعه (تووز)
کهنه‌قلعه (به لاتین: Köhnəqala) یک منطقه مسکونی در جمهوری آذربایجان است که در شهرستان تووز واقع شده است. کهنه‌قلعه ۱۵۸۹ نفر جمعیت دارد.